# И
Cette page contient des caractères spéciaux ou non latins. S’ils s’affichent mal (▯, ?, etc.), consultez la page d’aide Unicode.

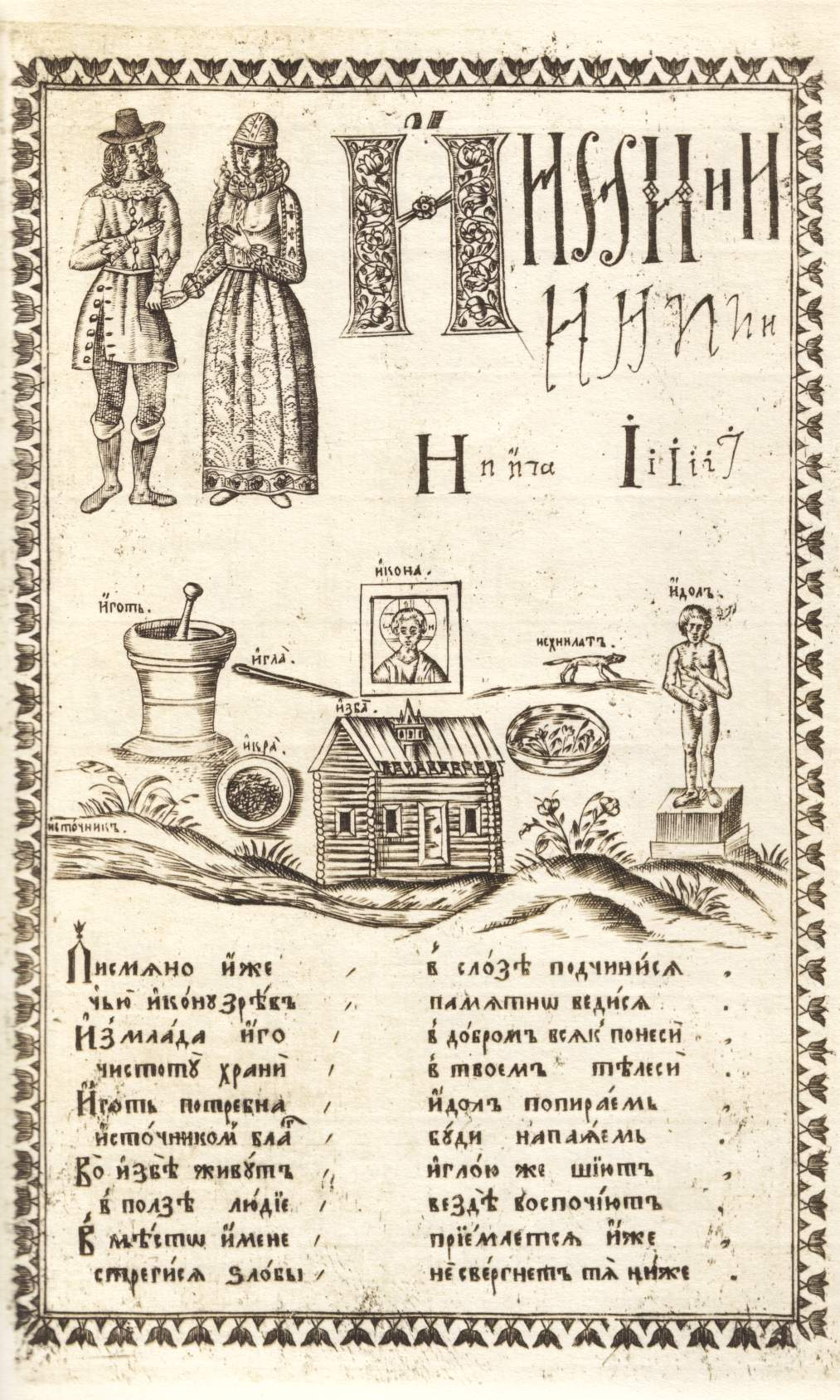
Les formes du i dans l’Alphabet de Karion Istomin de 1694.

Le i (capitale И, minuscule и) est une lettre de l'alphabet cyrillique. Elle correspond à la lettre « I » (minuscule « i ») dans l'alphabet latin.

## Linguistique
- En russe, cette lettre représente une voyelle haute antérieure non arrondie (/i/ dans la notation de l'API). Elle n'est pas palatalisée, à la différence d'autres voyelles russes (е, ё, ю et я).
- En ukrainien, elle représente une voyelle haute inférieure non arrondie (/ɪ/). Le son /i/ est représenté dans cette langue par la lettre І.

Bien que proche de ces deux langues, le biélorusse n'utilise pas la lettre И.

## Histoire
La lettre И dérive de la lettre grecque êta (Η, η), prononcée /ɛ/ en grec ancien (mais /i/ en grec médiéval). Elle ressemble à une version inversée de la lettre latine N.

## Diacritiques
La lettre И peut être munie de diacritiques dans l'écriture d'un certain nombre de langues utilisant l'alphabet cyrillique :
- Й : И avec brève (russe, ukrainien, biélorusse, bulgare, abkhaze, tchouvache, kazakh, mongol, bouriate, kalmouk). En russe, elle est appelée I kratkoïé (« I court ») et en ukrainien yot. Elle représente le son /j/ ou /ĭ/ et suit toujours une voyelle.
- Ҋ : И avec brève et crochet (same de kildin)
- Ӥ : И avec tréma
- Ӣ : И avec macron

## Représentation informatique
- Unicode :
  - Capitale И : U+0418
  - Minuscule и : U+0438